# 宇宙少女漂流記
宇宙少女漂流記（うちゅうしょうじょひょうりゅうき）は、アベユーイチ（監督・脚本）、田中麦（キャラクターデザイン）による、連続ボイスストーリーならび、一連のメディアミックス企画である。

## 概要
2021年7月より24週間、平日朝8時から1日1話（10分程度）がYouTube公式チャンネルにて公開されている。たなか麦による可愛らしい絵柄のキャラクターのイラストにセリフ字幕のついたボイスストーリーである。毎朝更新ということで、登場人物達が漂流する180日を視聴者が共に過ごしているような感覚で楽しむことが出来る。
特撮からアニメまで多種多様な作品を手掛けているアベユーイチが監督・脚本を担当。本格的なSF要素も盛り込んでおり、ひょんなことからはるか宇宙の彼方で漂流した少女たちは地球に戻ることができるのか？という緊張感のあるストーリーになっている。
メインの声優は新人を起用しており、主題歌を歌うユニット、「Tellus」のメンバーが多く含まれる。
実写版OPと称した、キャストがキャラクターに扮して演じるMVの公開や、秋葉原などでサブカルチャー分野とのコラボレーションを多く実施している。
メディアミックスとしてはドラゴンマガジンでコミカライズが連載予定。
「私の声届いていますか？」を作品のキャッチコピーとし、毎日配信のボイスドラマを軸にしつつ、各種展開を行っている。

## あらすじ
富士山麓の会場で宇宙体験イベントを楽しむ青木ヶ原女学園の少女達。
宇宙船体験ゾーンの外に出るドアが開かないトラブルに見舞われ、気がつくと遥か彼方の宇宙を本当に漂流してしまっていた。
地球に向かって「私達の声、聞こえてますか？」と呼びかける少女たち。
果たして彼女たちは、数々の困難を乗り越えて地球に帰ることが出来るのか？
180日の漂流記が幕を開ける。

## 登場人物
三星アイリ
声 - 望月麻央
青木ヶ原女学園高等科２年アネモネ組の少女。好きな科目は特になく、あえて言うなら科学が趣味であり星や宇宙などを好む。
明るい性格だが、小さい頃に不思議な現象に度々遭遇しており見たことない場所に立っていたり、山の中で途方にくれるなど神隠し的な事象を体験しており、そんな自分に恐怖を覚えている。
前向きな性格で明るく、人の気持ちを考えられる性格。

大黒もあ
声 - 加藤くるみ
青木ヶ原女学園２年アネモネ組の少女。
赤い髪に青とピンクのメッシュのツインテールにマカロンの髪飾りをつけている。サイバーダンスが得意な17歳。
父親はフランス人のエンジニア、母親は日本人フラメンコダンサー。
フランスから移住した後日本に移住、一時期広島に住んでいたためか広島弁なまりの口調でしゃべる。一人称は「わし」。
夜遊びをして警察の厄介になるなど、「マックス熱い人生を送りたい」を信条としている。
羽衣まりん
声 - 小島あんず
青木ヶ原女学園１年。学内では有名人。
青い肌、ピンクの髪に目玉の髪飾りをつけた個性的な外見。
非常に内向的な性格であり、自らの容姿に触れられたり話しかけられるのを嫌がるが、
共に宇宙に漂流する仲間たちと過ごすうちに心をひらいていくようになる
深川恵
声 - 伊吹咲希
青木ヶ原女学園２年カトレア組の少女。長いふわふわのブラウンの髪に稲が編み込まれている。深川財閥の令嬢で、おだやかな性格の少女。
宇宙服に入るか心配されるほどのふくよかなバストを持つ。
一番幼いまりんを案じたり、少女たちの精神的なケアを担うことが多い。
おにぎりを作るのが得意で度々仲間に振る舞っている。
多聞京子
声 - 黒木信乃
寿零
声 - AYAKA/ストイック高校
布袋クリステ
声 - 神崎舞菜
チェルシー1008
声 - M・A・O
天沼昴
声 - 森永千才
桃井茜
声 - 成田花奏
清水碧
声 - 高橋麻里
マーディ
声 - 森山このみ
久我山丈司
声 - 関智一
アイザック・アシモエ
声 - 土屋神葉

## スタッフ
- 監督・脚本 - アベユーイチ
- キャラクターデザイン・イラスト - たなか麦
- 企画・制作 - 十文字、Rocket Base、東京テアトル